# Le Petit-Bornand-les-Glières
Le Petit-Bornand-les-Glières és un municipi francès situat al departament de l'Alta Savoia i a la regió d'Alvèrnia-Roine-Alps. L'any 2007 tenia 1.081 habitants.

## Demografia

### Població
El 2007 la població de fet de Le Petit-Bornand-les-Glières era de 1.081 persones. Hi havia 413 famílies de les quals 113 eren unipersonals (47 homes vivint sols i 66 dones vivint soles), 113 parelles sense fills, 156 parelles amb fills i 31 famílies monoparentals amb fills.
La població ha evolucionat segons el següent gràfic:
Habitants censats

### Habitatges
El 2007 hi havia 797 habitatges, 426 eren l'habitatge principal de la família, 322 eren segones residències i 50 estaven desocupats. 666 eren cases i 130 eren apartaments. Dels 426 habitatges principals, 269 estaven ocupats pels seus propietaris, 133 estaven llogats i ocupats pels llogaters i 23 estaven cedits a títol gratuït; 9 tenien una cambra, 40 en tenien dues, 80 en tenien tres, 131 en tenien quatre i 166 en tenien cinc o més. 363 habitatges disposaven pel capbaix d'una plaça de pàrquing. A 172 habitatges hi havia un automòbil i a 227 n'hi havia dos o més.

### Piràmide de població
La piràmide de població per edats i sexe el 2009 era:
| Homes | Edats   | Dones |
| ----- | ------- | ----- |
| 0     | 95 o +  | 4     |
| 4     | 90 a 94 | 4     |
| 4     | 85 a 89 | 12    |
| 8     | 80 a 84 | 12    |
| 12    | 75 a 79 | 24    |
| 8     | 70 a 74 | 12    |
| 12    | 65 a 69 | 8     |
| 20    | 60 a 64 | 24    |
| 36    | 55 a 59 | 12    |
| 16    | 50 a 54 | 16    |
| 36    | 45 a 49 | 20    |
| 20    | 40 a 44 | 36    |
| 60    | 35 a 39 | 44    |
| 60    | 30 a 34 | 28    |
| 24    | 25 a 29 | 32    |
| 24    | 20 a 24 | 8     |
| 40    | 15 a 19 | 36    |
| 24    | 10 a 14 | 20    |
| 36    | 5 a 9   | 36    |
| 20    | 0 a 4   | 28    |

## Economia
El 2007 la població en edat de treballar era de 715 persones, 571 eren actives i 144 eren inactives. De les 571 persones actives 543 estaven ocupades (307 homes i 236 dones) i 28 estaven aturades (11 homes i 17 dones). De les 144 persones inactives 51 estaven jubilades, 51 estaven estudiant i 42 estaven classificades com a «altres inactius».

### Ingressos
El 2009 a Le Petit-Bornand-les-Glières hi havia 427 unitats fiscals que integraven 1.081,5 persones, la mediana anual d'ingressos fiscals per persona era de 17.880 €.

### Activitats econòmiques
Dels 68 establiments que hi havia el 2007, 1 era d'una empresa alimentària, 5 d'empreses de fabricació d'altres productes industrials, 15 d'empreses de construcció, 8 d'empreses de comerç i reparació d'automòbils, 2 d'empreses de transport, 12 d'empreses d'hostatgeria i restauració, 1 d'una empresa d'informació i comunicació, 3 d'empreses financeres, 3 d'empreses immobiliàries, 7 d'empreses de serveis i 11 d'entitats de l'administració pública.
Dels 23 establiments de servei als particulars que hi havia el 2009, 4 eren tallers de reparació d'automòbils i de material agrícola, 2 paletes, 3 guixaires pintors, 2 fusteries, 2 lampisteries, 3 electricistes i 7 restaurants.
L'únic establiment comercial que hi havia el 2009 era una fleca.
L'any 2000 a Le Petit-Bornand-les-Glières hi havia 25 explotacions agrícoles que ocupaven un total de 780 hectàrees.

## Equipaments sanitaris i escolars
El 2009 hi havia una escola elemental.

## Poblacions més properes
El següent diagrama mostra les poblacions més properes.